# Tranza
Tranza est un quartier situé dans le 3e arrondissement  de Parakou dans le département du Borgou au Bénin.

## Histoire
Le 27 mai 2013 après la délibération et l'adoption par l'assemblée nationale du Bénin en sa séance du 15 février 2013 de la loi n° 2013-05 du15/02/2013 portant création, organisation, attributions et fonctionnement des unités administratives locales en République du Bénin, Tranza figure dans la liste des douze quartiers de cet arrondissement ,,,.

## Population
Selon le rapport de février 2016 de l'Institut National de la Statistique et de l'Analyse Économique (INSAE) du Bénin intitulé Effectifs de la population des villages et quartiers de ville du Bénin (RGPH-4, 2013), le quartier Tranza compte 4 687 habitants dont 2 433 femmes et 22 548 hommes,.

## Galerie de photos

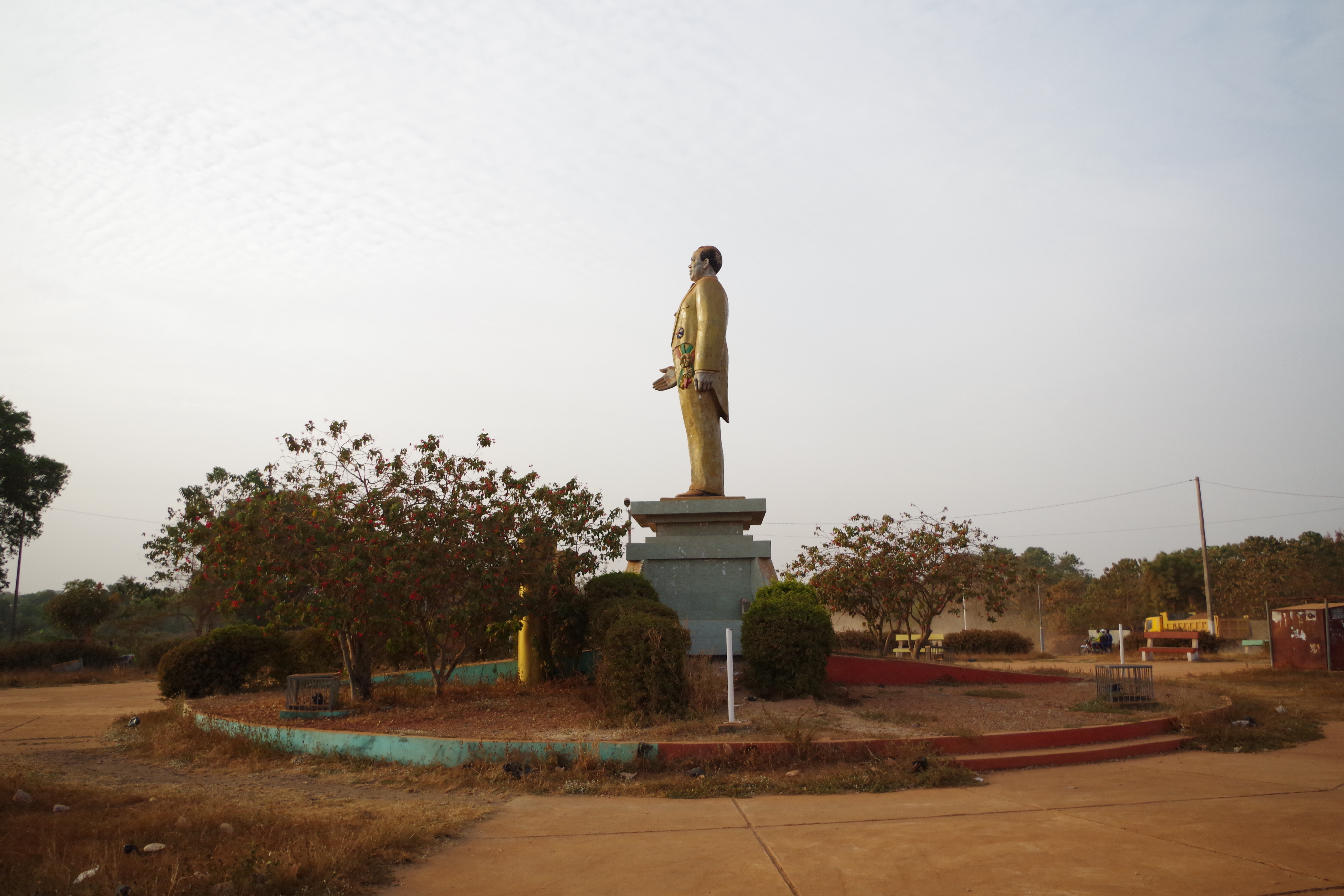
Statue de Maga - vue de profil
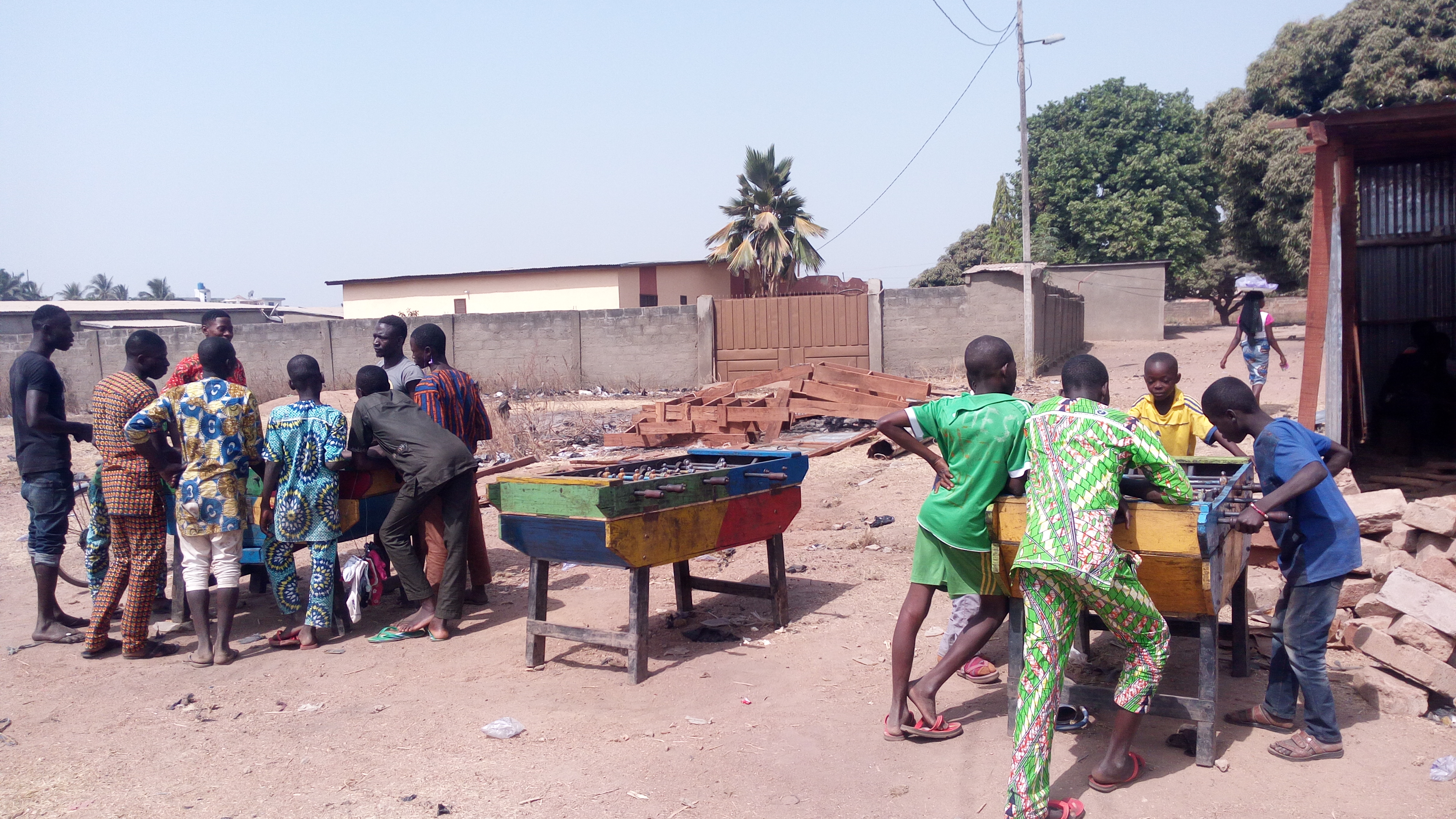
Jeunes jouant au BabyFoot
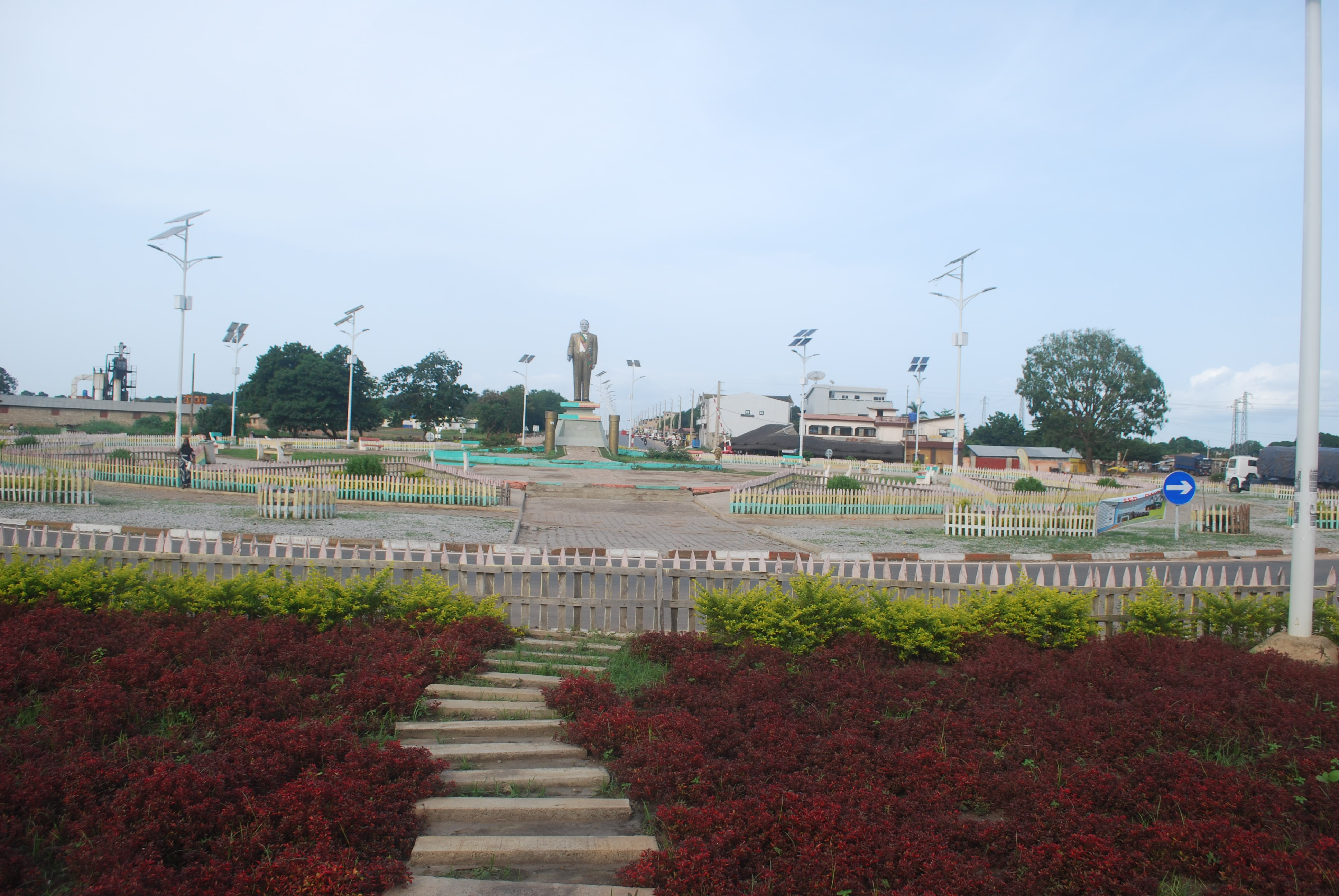
La place Hubert Maga